# Rammstein/Auszeichnungen für Musikverkäufe

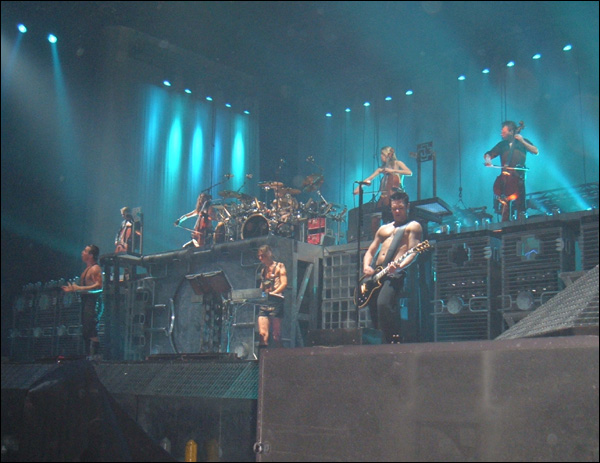
Rammstein (2005)

Dies ist eine Übersicht über die Auszeichnungen für Musikverkäufe der deutschen Rockband Rammstein. Die Auszeichnungen finden sich nach ihrer Art (Gold, Platin usw.), nach Staaten getrennt in chronologischer Reihenfolge, geordnet sowie nach den Tonträgern selbst in alphabetischer Reihenfolge, getrennt nach Medium (Alben, Singles usw.), wieder.

## Auszeichnungen
| - Vereinigtes Königreich - 2013: für das Album Rosenrot - 2019: für das Album Liebe ist für alle da - 2021: für das Album Herzeleid - 2022: für die Single Du hast - 2023: für das unbetitelte Album - 2024: für das Album Made in Germany 1995–2011 - 2024: für die Single Deutschland - 2025: für die Single Feuer frei! - Australien - 1998: für das Album Sehnsucht - 2004: für das Videoalbum Live aus Berlin - Belgien - 2002: für das Album Mutter - 2009: für das Album Liebe ist für alle da - 2011: für das Album Made in Germany 1995–2011 - 2019: für das unbetitelte Album - 2023: für das Album Zeit - Brasilien - 2024: für die Single Ausländer - 2024: für das unbetitelte Album - Dänemark - 2004: für das Album Reise Reise - 2005: für das Album Live aus Berlin - 2005: für das Album Rosenrot - 2006: für das Videoalbum Live aus Berlin - 2007: für das Album Völkerball - 2010: für das Album Liebe ist für alle da - 2022: für die Single Deutschland - 2023: für das Album Zeit - 2023: für die Single Sonne - 2024: für die Single Amerika - Deutschland - 2013: für das Videoalbum Videos 1995–2012 - 2018: für die Single Amerika - 2022: für die Single Ich will - 2023: für die Single Ausländer - 2023: für die Single Radio - 2025: für die Single Zeit - 2025: für die Single Feuer frei! - 2025: für die Single Mein Herz brennt - 2025: für die Single Ohne dich - Finnland - 2001: für das Album Mutter - 2004: für das Album Reise Reise - 2005: für das Album Rosenrot - Frankreich - 2005: für das Videoalbum Lichtspielhaus - 2009: für das Album Liebe ist für alle da - 2018: für das Videoalbum Rammstein: Paris - 2022: für die Single Deutschland - 2022: für das Album Zeit - 2024: für das Album Rammstein: Paris - Griechenland - 2024: für die Single Sonne - Island - 2001: für das Album Mutter - 2001: für das Album Sehnsucht - Mexiko - 2004: für das Videoalbum Lichtspielhaus - 2004: für das Album Mutter - Neuseeland - 2001: für das Album Mutter - 2024: für die Single Sonne - Niederlande - 2001: für das Album Mutter - 2003: für das Album Sehnsucht - Norwegen - 1997: für die Single Engel - 2004: für das Album Mutter - Österreich - 2001: für das Album Mutter - 2007: für das Album Rosenrot - 2012: für das Album Made in Germany 1995–2011 - 2022: für die Single Ausländer - 2022: für die Single Radio - 2023: für die Single Dicke Titten - 2023: für die Single Zick Zack - Polen - 2001: für das Album Sehnsucht - 2006: für das Album Rosenrot - 2007: für das Album Völkerball - 2009: für das Album Liebe ist für alle da - 2022: für die Single Ausländer - 2022: für die Single Radio - Portugal - 2023: für die Single Du hast - Russland - 2004: für das Album Mutter - 2012: für das Album Made in Germany 1995–2011 - Schweden - 2001: für die Single Sonne - 2004: für das Album Mutter - 2004: für das Album Reise Reise - 2010: für das Album Liebe ist für alle da - 2019: für die Single Deutschland - Schweiz - 2004: für das Album Live aus Berlin - 2005: für das Videoalbum Lichtspielhaus - 2006: für das Album Völkerball - 2012: für das Album Made in Germany 1995–2011 - Spanien - 2024: für die Single Du hast - 2024: für die Single Sonne - 2024: für die Single Deutschland - Tschechien - 2009: für das Album Liebe ist für alle da - 2012: für das Album Made in Germany 1995–2011 - Vereinigte Staaten - 2005: für das Videoalbum Live aus Berlin - Vereinigtes Königreich - 2013: für das Album Mutter - 2013: für das Videoalbum Lichtspielhaus - 2013: für das Videoalbum Völkerball - 2018: für das Album Reise Reise - 2025: für die Single Sonne | - Argentinien - 2005: für das Videoalbum Lichtspielhaus - Brasilien - 2024: für die Single Deutschland - Dänemark - 2020: für das Album Made in Germany 1995–2011 - 2023: für das unbetitelte Album - 2023: für das Album Herzeleid - 2025: für die Single Du hast - Deutschland - 2004: für das Videoalbum Lichtspielhaus - 2012: für das Album Made in Germany 1995–2011 - 2023: für das Album Rammstein: Paris - 2023: für das Album Live aus Berlin - 2025: für die Single Engel - Europa - 1998: für das Album Sehnsucht - 2005: für das Album Herzeleid - 2005: für das Album Reise Reise - 2009: für das Album Rosenrot - 2012: für das Album Liebe ist für alle da - Finnland - 2009: für das Album Liebe ist für alle da - 2012: für das Album Made in Germany 1995–2011 - Frankreich - 2022: für das unbetitelte Album - Kanada - 2001: für das Album Sehnsucht - Neuseeland - 1999: für das Album Sehnsucht - 2009: für das Videoalbum Lichtspielhaus - 2022: für die Single Du hast - Österreich - 1998: für das Album Sehnsucht - 2004: für das Album Reise Reise - 2009: für das Album Liebe ist für alle da - 2022: für die Single Deutschland - 2023: für das Album Zeit - Polen - 2004: für das Album Mutter - 2012: für das Album Made in Germany 1995–2011 - 2023: für das Album Zeit - Russland - 2007: für das Album Völkerball - Schweiz - 2004: für das Album Reise Reise - 2005: für das Album Rosenrot - 2006: für das Videoalbum Live aus Berlin - 2009: für das Album Liebe ist für alle da - 2022: für das unbetitelte Album - 2022: für das Album Zeit - Tschechien - 2012: für das Album Rosenrot - Ungarn - 2023: für das Album Zeit - Vereinigte Staaten - 1999: für das Album Sehnsucht - Vereinigtes Königreich - 2023: für das Album Sehnsucht | - Deutschland - 2023: für die Single Deutschland - 2025: für die Single Sonne - Dänemark - 2021: für das Album Mutter - Deutschland - 2004: für das Videoalbum Live aus Berlin - 2007: für das Videoalbum Völkerball - 2017: für das Videoalbum Rammstein in Amerika - 2023: für das Album Völkerball - 2023: für das Album Herzeleid - 2025: für das Album Zeit - Österreich - 2020: für das unbetitelte Album - Polen - 2022: für die Single Deutschland - 2023: für das unbetitelte Album - Russland - 2004: für das Album Reise Reise - 2007: für das Album Rosenrot - 2010: für das Album Liebe ist für alle da - Schweiz - 2004: für das Album Sehnsucht - 2004: für das Album Mutter - Ungarn - 2023: für das unbetitelte Album - Deutschland - 2023: für das Album Made in Germany 1995–2011 - 2023: für das Album Sehnsucht - Deutschland - 2023: für das Album Rosenrot - 2023: für das unbetitelte Album - 2023: für das Album Mutter - Spanien - 2001: für das Album Mutter - Deutschland - 2023: für das Album Reise Reise - 2023: für das Album Liebe ist für alle da - Rumänien - 2010: für das Album Liebe ist für alle da |

## Auszeichnungen nach Alben

### Herzeleid
| Land/Region                  | Auszeichnungen für Musikverkäufe (Land/Region, Auszeichnung, Verkäufe) | Verkäufe    |
| ---------------------------- | ---------------------------------------------------------------------- | ----------- |
| Dänemark (IFPI)              | Platin                                                                 | 20.000      |
| Deutschland (BVMI)           | 2× Platin                                                              | 1.000.000   |
| Europa (IFPI)                | Platin                                                                 | (1.000.000) |
| Vereinigte Staaten (RIAA)    | —                                                                      | 400.000     |
| Vereinigtes Königreich (BPI) | Silber                                                                 | 60.000      |
| Insgesamt                    | 1× Silber · 4× Platin ·                                                | 1.480.000   |

### Liebe ist für alle da
| Land/Region                  | Auszeichnungen für Musikverkäufe (Land/Region, Auszeichnung, Verkäufe) | Verkäufe    |
| ---------------------------- | ---------------------------------------------------------------------- | ----------- |
| Belgien (BRMA)               | Gold                                                                   | 15.000      |
| Dänemark (IFPI)              | Gold                                                                   | 15.000      |
| Deutschland (BVMI)           | 7× Gold                                                                | 700.000     |
| Europa (IFPI)                | Platin                                                                 | (1.000.000) |
| Finnland (IFPI)              | Platin                                                                 | 24.843      |
| Frankreich (SNEP)            | Gold                                                                   | 50.000      |
| Österreich (IFPI)            | Platin                                                                 | 20.000      |
| Polen (ZPAV)                 | Gold                                                                   | 10.000      |
| Rumänien (UFPR)              | 4× Platin                                                              | 16.000      |
| Russland (NFPF)              | 2× Platin                                                              | 40.000      |
| Schweden (IFPI)              | Gold                                                                   | 20.000      |
| Schweiz (IFPI)               | Platin                                                                 | 30.000      |
| Tschechien (IFPI)            | Gold                                                                   | 3.000       |
| Vereinigte Staaten (RIAA)    | —                                                                      | 93.000      |
| Vereinigtes Königreich (BPI) | Silber                                                                 | (60.000)    |
| Insgesamt                    | 1× Silber · 7× Gold · 13× Platin ·                                     | 1.096.843   |

### Live aus Berlin
| Land/Region        | Auszeichnungen für Musikverkäufe (Land/Region, Auszeichnung, Verkäufe) | Verkäufe |
| ------------------ | ---------------------------------------------------------------------- | -------- |
| Dänemark (IFPI)    | Gold                                                                   | 20.000   |
| Deutschland (BVMI) | Platin                                                                 | 500.000  |
| Schweiz (IFPI)     | Gold                                                                   | 25.000   |
| Insgesamt          | 2× Gold · 1× Platin ·                                                  | 545.000  |

### Made in Germany 1995–2011
| Land/Region                  | Auszeichnungen für Musikverkäufe (Land/Region, Auszeichnung, Verkäufe) | Verkäufe |
| ---------------------------- | ---------------------------------------------------------------------- | -------- |
| Belgien (BRMA)               | Gold                                                                   | 15.000   |
| Dänemark (IFPI)              | Platin                                                                 | 20.000   |
| Deutschland (BVMI)           | 5× Gold                                                                | 500.000  |
| Finnland (IFPI)              | Platin                                                                 | 20.000   |
| Österreich (IFPI)            | Gold                                                                   | 10.000   |
| Polen (ZPAV)                 | Platin                                                                 | 20.000   |
| Russland (NFPF)              | Gold                                                                   | 5.000    |
| Schweiz (IFPI)               | Gold                                                                   | 15.000   |
| Tschechien (IFPI)            | Gold                                                                   | 2.500    |
| Vereinigtes Königreich (BPI) | Silber                                                                 | 60.000   |
| Insgesamt                    | 1× Silber · 6× Gold · 5× Platin ·                                      | 667.500  |

### Mutter
| Land/Region                  | Auszeichnungen für Musikverkäufe (Land/Region, Auszeichnung, Verkäufe) | Verkäufe  |
| ---------------------------- | ---------------------------------------------------------------------- | --------- |
| Belgien (BRMA)               | Gold                                                                   | 15.000    |
| Dänemark (IFPI)              | 2× Platin                                                              | 40.000    |
| Deutschland (BVMI)           | 3× Platin                                                              | 900.000   |
| Finnland (IFPI)              | Gold                                                                   | 15.193    |
| Island (IFPI)                | Gold                                                                   | 5.000     |
| Mexiko (AMPROFON)            | Gold                                                                   | 75.000    |
| Neuseeland (RMNZ)            | Gold                                                                   | 7.500     |
| Niederlande (NVPI)           | Gold                                                                   | 40.000    |
| Norwegen (IFPI)              | Gold                                                                   | 20.000    |
| Österreich (IFPI)            | Gold                                                                   | 25.000    |
| Polen (ZPAV)                 | Platin                                                                 | 40.000    |
| Russland (NFPF)              | Gold                                                                   | 25.000    |
| Schweden (IFPI)              | Gold                                                                   | 40.000    |
| Schweiz (IFPI)               | Platin                                                                 | 80.000    |
| Spanien (Promusicae)         | 3× Platin                                                              | 300.000   |
| Südkorea (KMCA)              | —                                                                      | 9.132     |
| Vereinigtes Königreich (BPI) | Gold                                                                   | 203.610   |
| Insgesamt                    | 11× Gold · 10× Platin ·                                                | 1.840.435 |

### Rammstein: Paris
| Land/Region        | Auszeichnungen für Musikverkäufe (Land/Region, Auszeichnung, Verkäufe) | Verkäufe |
| ------------------ | ---------------------------------------------------------------------- | -------- |
| Deutschland (BVMI) | Platin                                                                 | 200.000  |
| Frankreich (SNEP)  | Gold                                                                   | 50.000   |
| Insgesamt          | 1× Gold · 1× Platin ·                                                  | 250.000  |

### Reise, Reise
| Land/Region                  | Auszeichnungen für Musikverkäufe (Land/Region, Auszeichnung, Verkäufe) | Verkäufe  |
| ---------------------------- | ---------------------------------------------------------------------- | --------- |
| Dänemark (IFPI)              | Gold                                                                   | (20.000)  |
| Deutschland (BVMI)           | 7× Gold                                                                | (700.000) |
| Europa (IFPI)                | Platin                                                                 | 1.000.000 |
| Finnland (IFPI)              | Gold                                                                   | (26.501)  |
| Österreich (IFPI)            | Platin                                                                 | (30.000)  |
| Russland (NFPF)              | 2× Platin                                                              | (40.000)  |
| Schweden (IFPI)              | Gold                                                                   | (30.000)  |
| Schweiz (IFPI)               | Platin                                                                 | (40.000)  |
| Vereinigtes Königreich (BPI) | Gold                                                                   | (100.000) |
| Vereinigte Staaten (RIAA)    | —                                                                      | 26.716    |
| Insgesamt                    | 5× Gold · 8× Platin ·                                                  | 1.026.716 |

### Rosenrot
| Land/Region                  | Auszeichnungen für Musikverkäufe (Land/Region, Auszeichnung, Verkäufe) | Verkäufe  |
| ---------------------------- | ---------------------------------------------------------------------- | --------- |
| Dänemark (IFPI)              | Gold                                                                   | (20.000)  |
| Deutschland (BVMI)           | 3× Platin                                                              | (600.000) |
| Europa (IFPI)                | Platin                                                                 | 1.000.000 |
| Finnland (IFPI)              | Gold                                                                   | (20.892)  |
| Österreich (IFPI)            | Gold                                                                   | (15.000)  |
| Polen (ZPAV)                 | Gold                                                                   | (10.000)  |
| Russland (NFPF)              | 2× Platin                                                              | (40.000)  |
| Schweiz (IFPI)               | Platin                                                                 | (40.000)  |
| Tschechien (IFPI)            | Platin                                                                 | (6.000)   |
| Vereinigtes Königreich (BPI) | Silber                                                                 | (60.000)  |
| Insgesamt                    | 1× Silber · 5× Gold · 8× Platin ·                                      | 1.000.000 |

### Sehnsucht
| Land/Region                  | Auszeichnungen für Musikverkäufe (Land/Region, Auszeichnung, Verkäufe) | Verkäufe    |
| ---------------------------- | ---------------------------------------------------------------------- | ----------- |
| Australien (ARIA)            | Gold                                                                   | 35.000      |
| Deutschland (BVMI)           | 5× Gold                                                                | 1.250.000   |
| Europa (IFPI)                | Platin                                                                 | (1.000.000) |
| Island (IFPI)                | Gold                                                                   | 5.000       |
| Kanada (MC)                  | Platin                                                                 | 100.000     |
| Neuseeland (RMNZ)            | Platin                                                                 | 15.000      |
| Niederlande (NVPI)           | Gold                                                                   | 50.000      |
| Österreich (IFPI)            | Platin                                                                 | 50.000      |
| Polen (ZPAV)                 | Gold                                                                   | 50.000      |
| Schweiz (IFPI)               | 2× Platin                                                              | 100.000     |
| Vereinigte Staaten (RIAA)    | Platin                                                                 | 1.200.000   |
| Vereinigtes Königreich (BPI) | Platin                                                                 | 300.000     |
| Insgesamt                    | 5× Gold · 10× Platin ·                                                 | 3.155.000   |

### Unbetitelt
| Land/Region                  | Auszeichnungen für Musikverkäufe (Land/Region, Auszeichnung, Verkäufe) | Verkäufe |
| ---------------------------- | ---------------------------------------------------------------------- | -------- |
| Belgien (BRMA)               | Gold                                                                   | 10.000   |
| Brasilien (PMB)              | Gold                                                                   | 20.000   |
| Dänemark (IFPI)              | Platin                                                                 | 20.000   |
| Deutschland (BVMI)           | 3× Platin                                                              | 600.000  |
| Frankreich (SNEP)            | Platin                                                                 | 100.000  |
| Österreich (IFPI)            | 2× Platin                                                              | 30.000   |
| Polen (ZPAV)                 | 2× Platin                                                              | 40.000   |
| Schweiz (IFPI)               | Platin                                                                 | 20.000   |
| Ungarn (MAHASZ)              | 2× Platin                                                              | 8.000    |
| Vereinigte Staaten (RIAA)    | —                                                                      | 28.000   |
| Vereinigtes Königreich (BPI) | Silber                                                                 | 60.000   |
| Insgesamt                    | 1× Silber · 2× Gold · 12× Platin ·                                     | 936.000  |

### Völkerball
| Land/Region        | Auszeichnungen für Musikverkäufe (Land/Region, Auszeichnung, Verkäufe) | Verkäufe |
| ------------------ | ---------------------------------------------------------------------- | -------- |
| Dänemark (IFPI)    | Gold                                                                   | 20.000   |
| Deutschland (BVMI) | 2× Platin                                                              | 400.000  |
| Polen (ZPAV)       | Gold                                                                   | 10.000   |
| Russland (NFPF)    | Platin                                                                 | 20.000   |
| Schweiz (IFPI)     | Gold                                                                   | 15.000   |
| Insgesamt          | 3× Gold · 3× Platin ·                                                  | 465.000  |

### Zeit
| Land/Region               | Auszeichnungen für Musikverkäufe (Land/Region, Auszeichnung, Verkäufe) | Verkäufe |
| ------------------------- | ---------------------------------------------------------------------- | -------- |
| Belgien (BRMA)            | Gold                                                                   | 10.000   |
| Dänemark (IFPI)           | Gold                                                                   | 10.000   |
| Deutschland (BVMI)        | 2× Platin                                                              | 400.000  |
| Frankreich (SNEP)         | Gold                                                                   | 50.000   |
| Österreich (IFPI)         | Platin                                                                 | 15.000   |
| Polen (ZPAV)              | Platin                                                                 | 20.000   |
| Schweiz (IFPI)            | Platin                                                                 | 20.000   |
| Ungarn (MAHASZ)           | Platin                                                                 | 4.000    |
| Vereinigte Staaten (RIAA) | —                                                                      | 21.000   |
| Insgesamt                 | 3× Gold · 6× Platin ·                                                  | 550.000  |

## Auszeichnungen nach Singles

### Amerika
| Land/Region        | Auszeichnungen für Musikverkäufe (Land/Region, Auszeichnung, Verkäufe) | Verkäufe |
| ------------------ | ---------------------------------------------------------------------- | -------- |
| Dänemark (IFPI)    | Gold                                                                   | 45.000   |
| Deutschland (BVMI) | Gold                                                                   | 150.000  |
| Insgesamt          | 2× Gold ·                                                              | 195.000  |

### Ausländer
| Land/Region        | Auszeichnungen für Musikverkäufe (Land/Region, Auszeichnung, Verkäufe) | Verkäufe |
| ------------------ | ---------------------------------------------------------------------- | -------- |
| Brasilien (PMB)    | Gold                                                                   | 20.000   |
| Deutschland (BVMI) | Gold                                                                   | 200.000  |
| Österreich (IFPI)  | Gold                                                                   | 15.000   |
| Polen (ZPAV)       | Gold                                                                   | 25.000   |
| Insgesamt          | 4× Gold ·                                                              | 260.000  |

### Deutschland
| Land/Region                  | Auszeichnungen für Musikverkäufe (Land/Region, Auszeichnung, Verkäufe) | Verkäufe  |
| ---------------------------- | ---------------------------------------------------------------------- | --------- |
| Brasilien (PMB)              | Platin                                                                 | 40.000    |
| Dänemark (IFPI)              | Gold                                                                   | 45.000    |
| Deutschland (BVMI)           | 3× Gold                                                                | 600.000   |
| Frankreich (SNEP)            | Gold                                                                   | 100.000   |
| Österreich (IFPI)            | Platin                                                                 | 30.000    |
| Polen (ZPAV)                 | 2× Platin                                                              | 100.000   |
| Schweden (IFPI)              | Gold                                                                   | 40.000    |
| Spanien (Promusicae)         | Gold                                                                   | 30.000    |
| Vereinigtes Königreich (BPI) | Silber                                                                 | 200.000   |
| Insgesamt                    | 1× Silber · 5× Gold · 5× Platin ·                                      | 1.185.000 |

### Dicke Titten
| Land/Region       | Auszeichnungen für Musikverkäufe (Land/Region, Auszeichnung, Verkäufe) | Verkäufe |
| ----------------- | ---------------------------------------------------------------------- | -------- |
| Österreich (IFPI) | Gold                                                                   | 15.000   |
| Insgesamt         | 1× Gold ·                                                              | 15.000   |

### Du hast
| Land/Region                  | Auszeichnungen für Musikverkäufe (Land/Region, Auszeichnung, Verkäufe) | Verkäufe |
| ---------------------------- | ---------------------------------------------------------------------- | -------- |
| Dänemark (IFPI)              | Platin                                                                 | 90.000   |
| Neuseeland (RMNZ)            | Platin                                                                 | 30.000   |
| Portugal (AFP)               | Gold                                                                   | 5.000    |
| Spanien (Promusicae)         | Gold                                                                   | 30.000   |
| Vereinigtes Königreich (BPI) | Silber                                                                 | 200.000  |
| Insgesamt                    | 1× Silber · 2× Gold · 2× Platin ·                                      | 355.000  |

### Engel
| Land/Region        | Auszeichnungen für Musikverkäufe (Land/Region, Auszeichnung, Verkäufe) | Verkäufe |
| ------------------ | ---------------------------------------------------------------------- | -------- |
| Deutschland (BVMI) | Platin                                                                 | 600.000  |
| Norwegen (IFPI)    | Gold                                                                   | 10.000   |
| Insgesamt          | 1× Gold · 1× Platin ·                                                  | 610.000  |

### Feuer frei!
| Land/Region                  | Auszeichnungen für Musikverkäufe (Land/Region, Auszeichnung, Verkäufe) | Verkäufe |
| ---------------------------- | ---------------------------------------------------------------------- | -------- |
| Deutschland (BVMI)           | Gold                                                                   | 300.000  |
| Vereinigtes Königreich (BPI) | Silber                                                                 | 200.000  |
| Insgesamt                    | 1× Silber · 1× Gold ·                                                  | 500.000  |

### Ich will
| Land/Region        | Auszeichnungen für Musikverkäufe (Land/Region, Auszeichnung, Verkäufe) | Verkäufe |
| ------------------ | ---------------------------------------------------------------------- | -------- |
| Deutschland (BVMI) | Gold                                                                   | 250.000  |
| Insgesamt          | 1× Gold ·                                                              | 250.000  |

### Mein Herz brennt
| Land/Region        | Auszeichnungen für Musikverkäufe (Land/Region, Auszeichnung, Verkäufe) | Verkäufe |
| ------------------ | ---------------------------------------------------------------------- | -------- |
| Deutschland (BVMI) | Gold                                                                   | 300.000  |
| Insgesamt          | 1× Gold ·                                                              | 300.000  |

### Ohne dich
| Land/Region        | Auszeichnungen für Musikverkäufe (Land/Region, Auszeichnung, Verkäufe) | Verkäufe |
| ------------------ | ---------------------------------------------------------------------- | -------- |
| Deutschland (BVMI) | Gold                                                                   | 300.000  |
| Insgesamt          | 1× Gold ·                                                              | 300.000  |

### Radio
| Land/Region        | Auszeichnungen für Musikverkäufe (Land/Region, Auszeichnung, Verkäufe) | Verkäufe |
| ------------------ | ---------------------------------------------------------------------- | -------- |
| Deutschland (BVMI) | Gold                                                                   | 200.000  |
| Österreich (IFPI)  | Gold                                                                   | 15.000   |
| Polen (ZPAV)       | Gold                                                                   | 25.000   |
| Insgesamt          | 3× Gold ·                                                              | 240.000  |

### Sonne
| Land/Region                  | Auszeichnungen für Musikverkäufe (Land/Region, Auszeichnung, Verkäufe) | Verkäufe  |
| ---------------------------- | ---------------------------------------------------------------------- | --------- |
| Dänemark (IFPI)              | Gold                                                                   | 45.000    |
| Deutschland (BVMI)           | 3× Gold                                                                | 900.000   |
| Griechenland (IFPI)          | Gold                                                                   | 10.000    |
| Neuseeland (RMNZ)            | Gold                                                                   | 15.000    |
| Schweden (IFPI)              | Gold                                                                   | 15.000    |
| Spanien (Promusicae)         | Gold                                                                   | 30.000    |
| Vereinigtes Königreich (BPI) | Gold                                                                   | 400.000   |
| Insgesamt                    | 7× Gold · 1× Platin ·                                                  | 1.415.000 |

### Zeit
| Land/Region        | Auszeichnungen für Musikverkäufe (Land/Region, Auszeichnung, Verkäufe) | Verkäufe |
| ------------------ | ---------------------------------------------------------------------- | -------- |
| Deutschland (BVMI) | Gold                                                                   | 300.000  |
| Insgesamt          | 1× Gold ·                                                              | 300.000  |

### Zick Zack
| Land/Region       | Auszeichnungen für Musikverkäufe (Land/Region, Auszeichnung, Verkäufe) | Verkäufe |
| ----------------- | ---------------------------------------------------------------------- | -------- |
| Österreich (IFPI) | Gold                                                                   | 15.000   |
| Insgesamt         | 1× Gold ·                                                              | 15.000   |

## Auszeichnungen nach Videoalben

### Rammstein in Amerika
| Land/Region        | Auszeichnungen für Musikverkäufe (Land/Region, Auszeichnung, Verkäufe) | Verkäufe |
| ------------------ | ---------------------------------------------------------------------- | -------- |
| Deutschland (BVMI) | 2× Platin                                                              | 100.000  |
| Insgesamt          | 2× Platin ·                                                            | 100.000  |

### Lichtspielhaus
| Land/Region                  | Auszeichnungen für Musikverkäufe (Land/Region, Auszeichnung, Verkäufe) | Verkäufe |
| ---------------------------- | ---------------------------------------------------------------------- | -------- |
| Argentinien (CAPIF)          | Platin                                                                 | 8.000    |
| Deutschland (BVMI)           | Platin                                                                 | 50.000   |
| Frankreich (SNEP)            | Gold                                                                   | 7.500    |
| Mexiko (AMPROFON)            | Gold                                                                   | 10.000   |
| Neuseeland (RMNZ)            | Platin                                                                 | 5.000    |
| Schweiz (IFPI)               | Gold                                                                   | 3.000    |
| Vereinigtes Königreich (BPI) | Gold                                                                   | 25.000   |
| Insgesamt                    | 4× Gold · 3× Platin ·                                                  | 108.500  |

### Live aus Berlin
| Land/Region               | Auszeichnungen für Musikverkäufe (Land/Region, Auszeichnung, Verkäufe) | Verkäufe |
| ------------------------- | ---------------------------------------------------------------------- | -------- |
| Australien (ARIA)         | Gold                                                                   | 7.500    |
| Dänemark (IFPI)           | Gold                                                                   | 20.000   |
| Deutschland (BVMI)        | 2× Platin                                                              | 100.000  |
| Finnland (IFPI)           | —                                                                      | 4.852    |
| Schweiz (IFPI)            | Platin                                                                 | 6.000    |
| Vereinigte Staaten (RIAA) | Gold                                                                   | 50.000   |
| Insgesamt                 | 3× Gold · 3× Platin ·                                                  | 188.352  |

### Rammstein: Paris
| Land/Region       | Auszeichnungen für Musikverkäufe (Land/Region, Auszeichnung, Verkäufe) | Verkäufe |
| ----------------- | ---------------------------------------------------------------------- | -------- |
| Frankreich (SNEP) | Gold                                                                   | 5.000    |
| Insgesamt         | 1× Gold ·                                                              | 5.000    |

### Videos 1995–2012
| Land/Region        | Auszeichnungen für Musikverkäufe (Land/Region, Auszeichnung, Verkäufe) | Verkäufe |
| ------------------ | ---------------------------------------------------------------------- | -------- |
| Deutschland (BVMI) | Gold                                                                   | 25.000   |
| Frankreich (SNEP)  | —                                                                      | 2.700    |
| Insgesamt          | 1× Gold ·                                                              | 27.700   |

### Völkerball
| Land/Region                  | Auszeichnungen für Musikverkäufe (Land/Region, Auszeichnung, Verkäufe) | Verkäufe |
| ---------------------------- | ---------------------------------------------------------------------- | -------- |
| Deutschland (BVMI)           | 2× Platin                                                              | 100.000  |
| Vereinigtes Königreich (BPI) | Gold                                                                   | 25.000   |
| Insgesamt                    | 1× Gold · 2× Platin ·                                                  | 125.000  |

## Statistik und Quellen
| Land/RegionAuszeichnungen für Musikverkäufe (Land/Region, Auszeichnungen, Verkäufe, Quellen) | Silber     | Gold       | Platin         | Verkäufe    | Quellen                                                              |
| -------------------------------------------------------------------------------------------- | ---------- | ---------- | -------------- | ----------- | -------------------------------------------------------------------- |
| Argentinien (CAPIF)                                                                          | —          | —          | Platin1        | 8.000       | capif.org.ar (Memento vom 31. Mai 2011 im Internet Archive)          |
| Australien (ARIA)                                                                            | —          | 2× Gold2   | —              | 42.500      | aria.com.au                                                          |
| Belgien (BRMA)                                                                               | —          | 5× Gold5   | —              | 65.000      | ultratop.be                                                          |
| Brasilien (PMB)                                                                              | —          | 2× Gold2   | Platin1        | 80.000      | pro-musicabr.org.br                                                  |
| Dänemark (IFPI)                                                                              | —          | 10× Gold10 | 6× Platin6     | 450.000     | ifpi.dk                                                              |
| Deutschland (BVMI)                                                                           | —          | 15× Gold15 | 38× Platin38   | 12.225.000  | musikindustrie.de                                                    |
| Europa (IFPI)                                                                                | —          | —          | 5× Platin5     | (5.000.000) | ifpi.org (Memento vom 15. Oktober 2013 im Internet Archive)          |
| Finnland (IFPI)                                                                              | —          | 3× Gold3   | 2× Platin2     | 112.281     | ifpi.fi                                                              |
| Frankreich (SNEP)                                                                            | —          | 6× Gold6   | Platin1        | 365.200     | infodisc.fr snepmusique.com FR3                                      |
| Griechenland (IFPI)                                                                          | —          | Gold1      | —              | 10.000      | Einzelnachweise                                                      |
| Island (IFPI)                                                                                | —          | 2× Gold2   | —              | 10.000      | Einzelnachweise                                                      |
| Kanada (MC)                                                                                  | —          | —          | Platin1        | 100.000     | musiccanada.com                                                      |
| Mexiko (AMPROFON)                                                                            | —          | 2× Gold2   | —              | 85.000      | amprofon.com.mx                                                      |
| Neuseeland (RMNZ)                                                                            | —          | 2× Gold2   | 3× Platin3     | 72.500      | radioscope.co.nz NZ2 (Memento vom 28. Juli 2011 im Internet Archive) |
| Niederlande (NVPI)                                                                           | —          | 2× Gold2   | —              | 90.000      | nvpi.nl                                                              |
| Norwegen (IFPI)                                                                              | —          | 2× Gold2   | —              | 30.000      | ifpi.no (Memento vom 5. November 2012 im Internet Archive)           |
| Österreich (IFPI)                                                                            | —          | 7× Gold7   | 7× Platin7     | 285.000     | ifpi.at                                                              |
| Polen (ZPAV)                                                                                 | —          | 6× Gold6   | 7× Platin7     | 350.000     | olis.pl                                                              |
| Portugal (AFP)                                                                               | —          | Gold1      | —              | 5.000       | Einzelnachweise                                                      |
| Rumänien (UFPR)                                                                              | —          | —          | 4× Platin4     | 16.000      | Einzelnachweise                                                      |
| Russland (NFPF)                                                                              | —          | 2× Gold2   | 7× Platin7     | 170.000     | 2m-online.ru                                                         |
| Schweden (IFPI)                                                                              | —          | 5× Gold5   | —              | 145.000     | sverigetopplistan.se                                                 |
| Schweiz (IFPI)                                                                               | —          | 4× Gold4   | 10× Platin10   | 394.000     | hitparade.ch                                                         |
| Spanien (Promusicae)                                                                         | —          | 3× Gold3   | 3× Platin3     | 390.000     | elportaldemusica.es promusicae.es ES3                                |
| Südkorea (KMCA)                                                                              | —          | —          | —              | 9.132       | Einzelnachweise                                                      |
| Tschechien (IFPI)                                                                            | —          | 2× Gold2   | Platin1        | 11.500      | Einzelnachweise                                                      |
| Ungarn (MAHASZ)                                                                              | —          | —          | 3× Platin3     | 12.000      | slagerlistak.hu                                                      |
| Vereinigte Staaten (RIAA)                                                                    | —          | Gold1      | Platin1        | 1.790.716   | riaa.com                                                             |
| Vereinigtes Königreich (BPI)                                                                 | 8× Silber8 | 5× Gold5   | Platin1        | 1.953.610   | bpi.co.uk                                                            |
| Insgesamt                                                                                    | 8× Silber8 | 90× Gold90 | 102× Platin102 |             |                                                                      |